# Grenzkontrolle

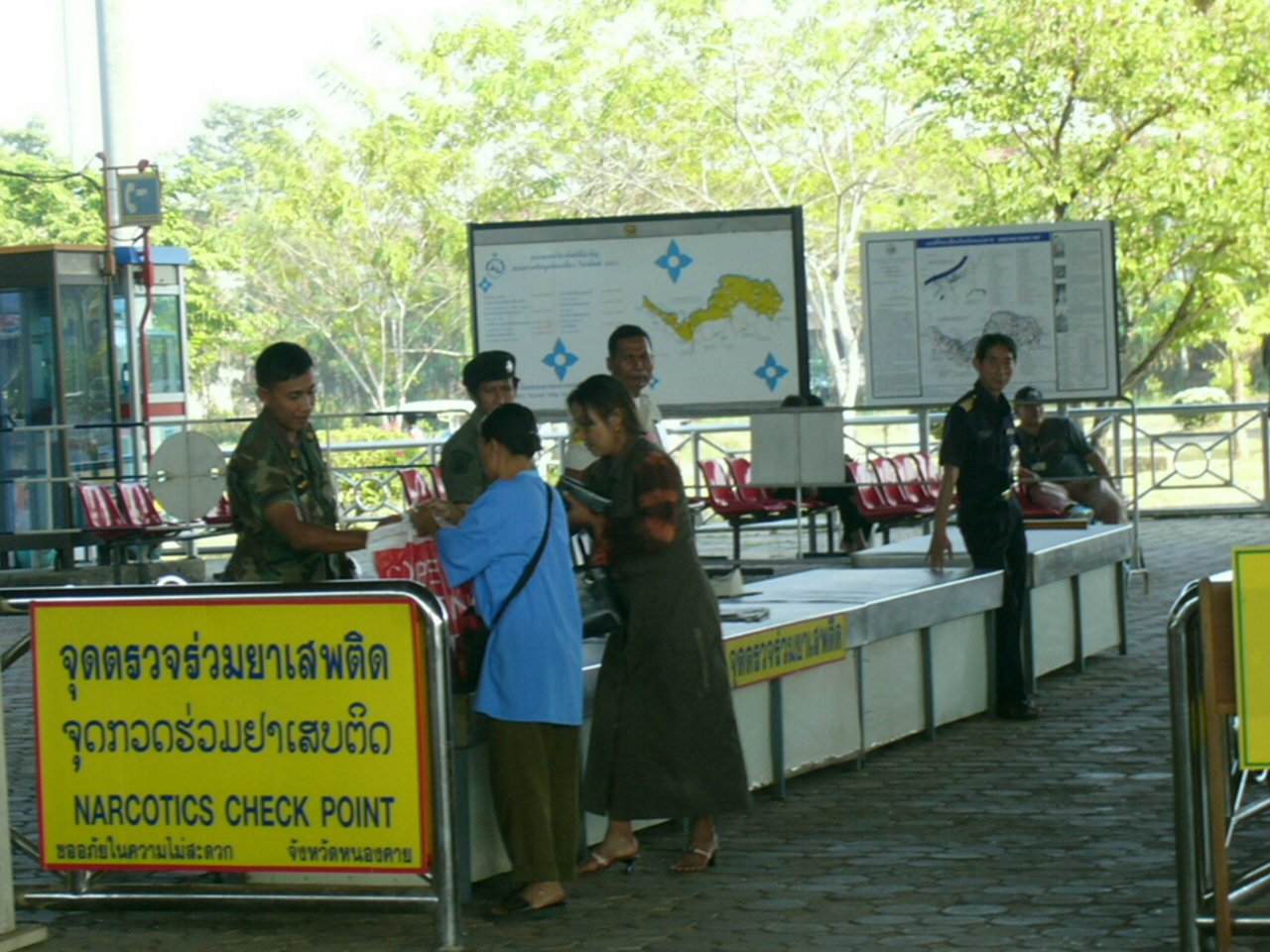
Grenzkontrolle an der laotisch-thailändischen Grenze

Grenzkontrollen sind an einer Grenze durchgeführte Maßnahmen, die aus Grenzübertrittskontrollen und der Grenzüberwachung bestehen. Grenzübertrittskontrollen sind Kontrollen, die an einer Grenzübergangsstelle erfolgen, um festzustellen, ob die betreffenden Personen in das Hoheitsgebiet eines anderen Staates einreisen oder aus dem Hoheitsgebiet eines Staates ausreisen dürfen. Die Grenzüberwachung dient der Überwachung der Grenzen zwischen den Grenzübergangsstellen und die Überwachung der Grenzübergangsstellen außerhalb der festgesetzten Verkehrsstunden, um zu verhindern, dass Personen die Grenzübertrittskontrollen umgehen. Die Grenzübergangskontrolle erstreckt sich auf die beim Grenzübergang mitgeführten Sachen.
Der grenzüberschreitende Verkehr mit Waren und die Sicherung der Zollgrenze ist dagegen Gegenstand der zollamtlichen Überwachung (Grenzaufsicht). Diese dient zur Erhebung der Ein- und Ausfuhrabgaben sowie der Einhaltung des Zollrechts (§ 1 des Zollverwaltungsgesetzes).
An Staatsgrenzen, für deren geografische Festlegung die einzelnen Staaten nach dem Völkerrecht zuständig sind, werden Grenzschutzbeamte, teilweise auch Soldaten eines oder beider Länder tätig. Sie halten Personen an den jeweiligen Grenzen an und überprüfen deren Dokumente (Echtheit und Abgleich mit dem Fahndungsbestand).
Hauptzweck der Grenzkontrolle ist, die illegale Einreise in ein Land zu verhindern. Eine legale Einreise ist nur Inhabern der jeweiligen Staatsbürgerschaft, Inhabern von Visa, Bürgern von Staaten, die aufgrund internationaler Abkommen kein Visum für die Einreise benötigen, sowie Diplomaten auf Dienstreise möglich. Es gibt auch Fälle, eine illegale Ausreise zu verhindern. Dies war in Europa bis zum Fall des Eisernen Vorhangs üblich. Daneben werden im Rahmen der Ausreisekontrollen per Haftbefehl gesuchte Personen aufgegriffen.
An einigen Staatsgrenzen wird ein Visum in den Reisepapieren eingetragen. Je nach den bilateralen Vereinbarungen werden Grenzkontrollen durch Organe beider Staaten gemeinsam oder getrennt durchgeführt.

## Europäische Union

Der Schengen-Raum
Schengen-Raum (zzgl. Kanaren, Azoren und Madeira-Archipel westlich des Kartenausschnitts)
De facto teilnehmende Staaten
Staaten, die einen Beitritt anstreben

Eine gemeinsame Politik im Bereich Grenzkontrollen, Asyl und Einwanderung ist in der Europäischen Union Bestandteil des Raums der Freiheit, der Sicherheit und des Rechts (Art. 67 Abs. 2, Art. 77 AEUV).
Die Grenzpolitik soll gem. Art. 77 Abs. 1 AEUV sicherstellen,
- dass Personen unabhängig von ihrer Staatsangehörigkeit beim Überschreiten der Binnengrenzen nicht kontrolliert werden,
- die Personenkontrolle und die wirksame Überwachung des Grenzübertritts an den Außengrenzen sichergestellt und
- schrittweise ein integriertes Grenzschutzsystem an den Außengrenzen eingeführt wird.

Die Rechtsetzung des Europäischen Parlaments und des Rats betrifft gem. gemäß Art. 77 Abs. 2 AEUV die folgenden Bereiche:
- die gemeinsame Politik in Bezug auf Visa und andere kurzfristige Aufenthaltstitel;
- die Kontrollen, denen Personen beim Überschreiten der Außengrenzen unterzogen werden;
- die Voraussetzungen, unter denen sich Drittstaatsangehörige innerhalb der Union während eines kurzen Zeitraums frei bewegen können;
- alle Maßnahmen, die für die schrittweise Einführung eines integrierten Grenzschutzsystems an den Außengrenzen erforderlich sind;
- die Abschaffung der Kontrolle von Personen gleich welcher Staatsangehörigkeit beim Überschreiten der Binnengrenzen.

Für Unionsbürger kann der Rat gemäß einem besonderen Gesetzgebungsverfahren Bestimmungen betreffend Pässe, Personalausweise, Aufenthaltstitel oder diesen gleichgestellte Dokumente erlassen, damit sich Unionsbürger im Hoheitsgebiet der Mitgliedstaaten frei bewegen und aufhalten können (Art. 77 Abs. 3 AEUV).
Die Zuständigkeit der Mitgliedstaaten für die geografische Festlegung ihrer Grenzen nach dem Völkerrecht bleibt unberührt (Art. 77 Abs. 4 AEUV).

### Binnengrenzen
Mit dem Inkrafttreten des Schengener Übereinkommens 1995 wurden die Grenzkontrollen zwischen den Unterzeichnerstaaten und die Visumspflicht abgeschafft und damit das Recht auf Freizügigkeit für Unions- und EWR- sowie Schweizer Bürger verwirklicht. Der Schengen-Raum umfasst 25 EU-Mitgliedstaaten und vier weitere europäische Länder (Island, Liechtenstein, Norwegen und die Schweiz). Zwei EU-Länder sind nicht Teil des Schengen-Raums: Für Irland gilt eine Ausnahmeregelung und Zypern soll dem Schengen-Raum noch beitreten. Kroatien ist dem Schengen-Raum am 1. Januar 2023 beigetreten sowie Bulgarien und Rumänien am 31. März 2024.
Der Schengener Grenzkodex sieht vor, dass grundsätzlich keine Grenzkontrollen in Bezug auf Personen stattfinden, die die Binnengrenzen zwischen den Mitgliedstaaten der Union überschreiten. Er erlaubt in Art. 25 ff. jedoch im Falle außergewöhnlicher Umstände, in denen das Funktionieren des Schengen-Raums insgesamt gefährdet ist, die vorübergehende Wiedereinführung von Grenzkontrollen an einer Binnengrenze. Das war beispielsweise zur Durchsetzung der aufgrund der COVID-19-Pandemie verhängten Freizügigkeitsbeschränkungen seit 2020 der Fall.

### Außengrenze

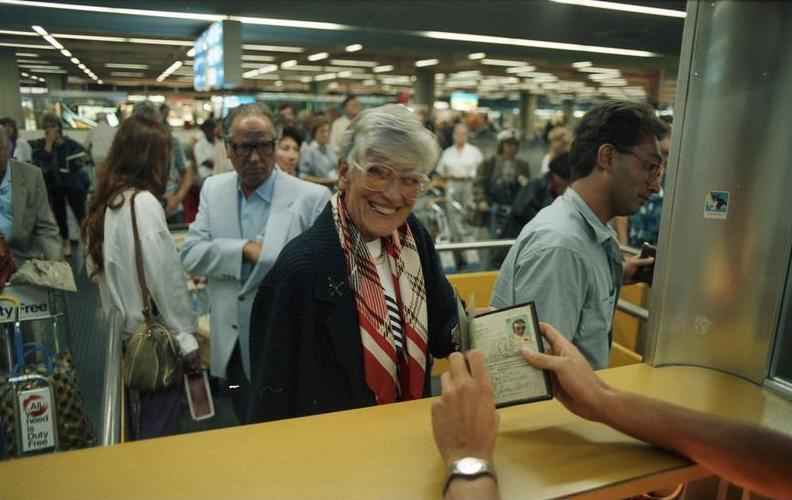
Fluggäste bei der Passkontrolle am Frankfurter Flughafen.

Für einen einheitlichen Raum ohne Kontrollen an den Binnengrenzen – den Schengen-Raum – ist auch eine gemeinsame Politik für den Schutz der Außengrenzen erforderlich. Die EU strebt daher an, gemeinsame Normen für die Kontrollen an ihren Außengrenzen zu schaffen und schrittweise ein integriertes System für die Verwaltung dieser Grenzen einzurichten. Der Schengener Grenzkodex legt auch Regeln für die Grenzkontrollen in Bezug auf Personen fest, die die Außengrenzen der Mitgliedstaaten der Union überschreiten (Art. 8 Abs. 3 Schengener Grenzkodex).
Visaabkommen der EU mit bestimmten Nicht-EU-Ländern (beispielsweise mit der Ukraine) ermöglichen es den betreffenden Drittstaatsangehörigen, mit einem biometrischen Pass ohne Visum für Kurzaufenthalte in den Schengen-Raum einzureisen. Diese Nicht-EU-Länder sind auch in Art. 4 Abs. 1 i. V. m. Anhang II der EU-Visum-VO angegeben.
Für sonstige Drittstaatsangehörige regeln die Art. 3 Abs. 1 i. V. m. Anhang I („Negativstaater“, benötigen ein Visum) EU-Visum-VO und Art. 4 Abs. 1 i. V. m. Anhang II („Positivstaater“, benötigen kein Visum) der EU-Visum-VO, ob sie zusätzlich zu einem gültigen Reisepass (Art. 6 Abs. 1 Buchstabe a) Schengener Grenzkodex) ein Visum benötigen (Art. 6 Abs. 1 Buchstabe b) Schengener Grenzkodex) oder nicht.

## Mitgliedstaaten der Europäischen Union

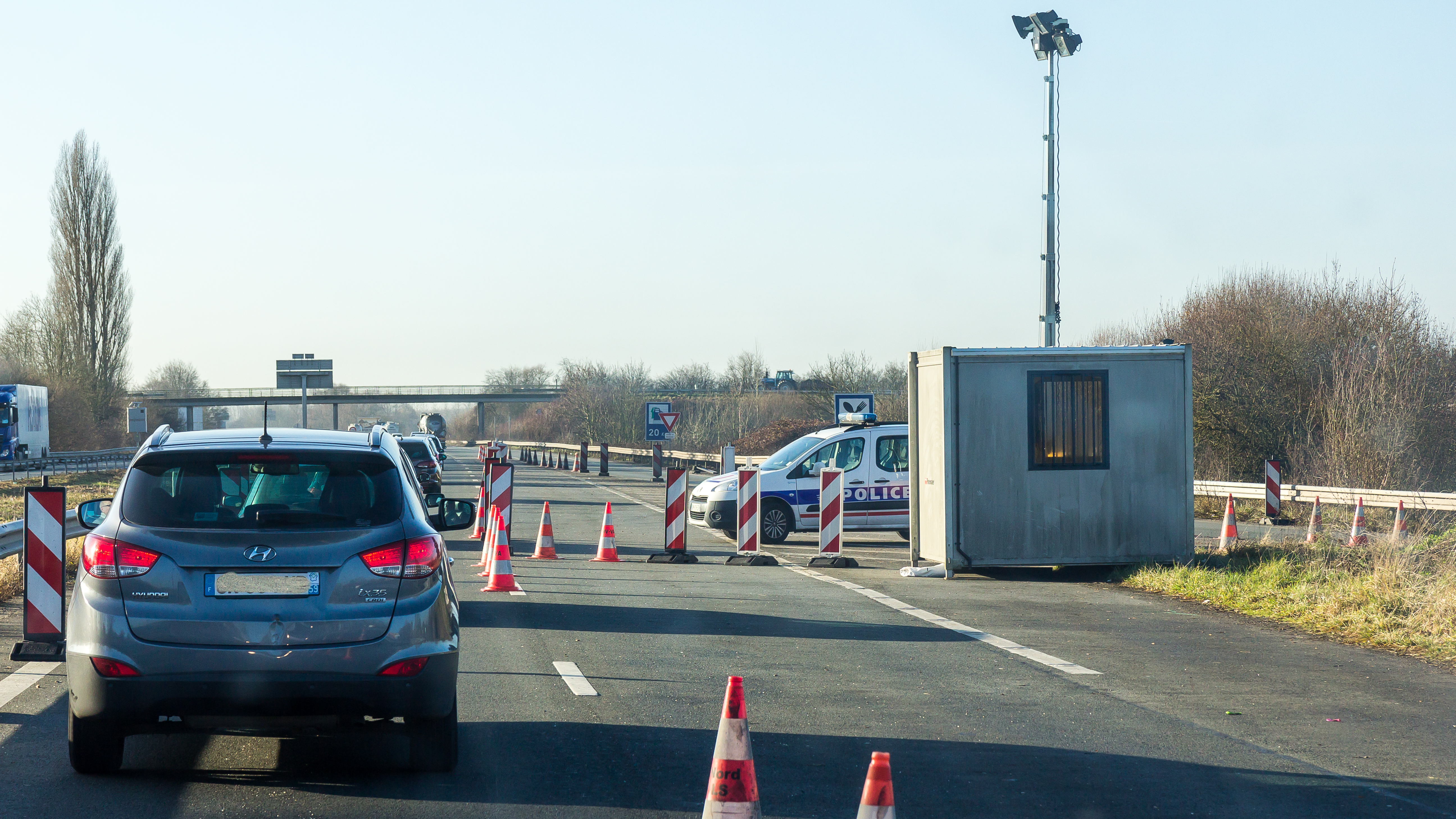
Nach den Terroranschlägen am 13. November 2015 in Paris werden an der französischen Grenze zu Belgien zwei Fahrspuren für Grenzkontrollzwecke auf eine verengt

Die Grenzpolitik ist ein Bereich der geteilten Zuständigkeit zwischen der Union und den Mitgliedstaaten der Europäischen Union (Art. 4 Abs. 2 lit. j AEUV). Daher können sowohl die Union als auch die Mitgliedstaaten in diesem Bereich gesetzgeberisch tätig werden und verbindliche Rechtsakte erlassen. Die Mitgliedstaaten nehmen ihre Zuständigkeit wahr, sofern und soweit die Union ihre Zuständigkeit nach dem Prinzip der begrenzten Einzelermächtigung nicht oder nicht mehr ausübt (Art. 2 Abs. 2 Satz 2, 3 AEUV).
Die Wahrnehmung der Zuständigkeiten der Mitgliedstaaten für die Aufrechterhaltung der öffentlichen Ordnung und den Schutz der inneren Sicherheit wird durch die gemeinsame Grenzpolitik jedoch nicht berührt (Art. 72 AEUV).
Kontrollen durch einzelne Mitgliedstaaten an der Außen-, aber auch den Binnengrenzen der EU sind insbesondere ein Instrument zur Bekämpfung der irregulären Migration.

### Deutschland

#### Geschichte
Im Zuge der Herstellung der Einheit Deutschlands beschlossen der DDR-Ministerrat (Regierung de Maizière) und die Bundesregierung (Kabinett Kohl III) am 27. Juni 1990, die Personenkontrollen an der innerdeutschen Grenze mit Inkrafttreten des Vertrag über die Schaffung einer Währungs-, Wirtschafts- und Sozialunion zwischen der Bundesrepublik Deutschland und der DDR zum 1. Juli 1990 abzuschaffen.

#### Bestimmungen im Aufenthaltsgesetz

##### Einreise und Aufenthalt
Pass- und Visumspflicht für die Einreise und den Aufenthalt von Ausländern im Bundesgebiet sind im Aufenthaltsgesetz (AufenthG) geregelt. Grundsätzlich sind sowohl ein Pass als auch ein Visum erforderlich (§ 3, § 6 AufenthG). Der illegale Aufenthalt wird gem. § 95 Abs. 1 Nr. 1 AufenthG bestraft.
Ausländer sind verpflichtet, sich bei der Einreise der polizeilichen Kontrolle des grenzüberschreitenden Verkehrs zu unterziehen (§ 13 Abs. 1 Satz 2 AufenthG).
Die Einreise ist in § 13 Abs. 2 AufenthG rechtlich definiert. Dementsprechend gilt ein Ausländer an einer zugelassenen Grenzübergangsstelle erst dann als eingereist, wenn er die Grenze überschritten und die Grenzübergangsstelle passiert hat. Die rechtliche Einreise ist daher nicht bereits mit dem Betreten deutschen Hoheitsgebietes, z. B. im Transitbereich eines Flughafens, erfolgt. Gleichwohl kann auch für den Aufenthalt auf deutschem Hoheitsgebiet, insbes. im Transitbereich der internationalen Flughäfen, ein Visum gem. § 26 AufenthV erforderlich sein (sog. Transitvisum).
Nach Art. 31 der Genfer Flüchtlingskonvention (GFK) hat sich auch Deutschland verpflichtet, keine Strafen wegen unrechtmäßiger Einreise oder Aufenthalts gegen Flüchtlinge zu verhängen, die unmittelbar aus einem Gebiet kommen, in dem ihr Leben oder ihre Freiheit bedroht waren und die ohne Erlaubnis in das Gebiet der vertragschließenden Staaten einreisen oder sich dort aufhalten. Voraussetzung ist, dass sie sich unverzüglich bei den Behörden melden und Gründe darlegen, die ihre unrechtmäßige Einreise oder ihren unrechtmäßigen Aufenthalt rechtfertigen.
Der persönliche Strafausschließungsgrund des Art. 31 Abs. 1 GFK erfasst nach der Rechtsprechung neben den eigentlichen Einreise- und Aufenthaltsdelikten auch solche Straftaten, die unmittelbar erforderlich und typisch für eine Flucht im Sinne der Genfer Flüchtlingskonvention sind. Dazu gehört insbesondere ein Urkundsdelikt, das begangen wird, um die Reise vom Heimatstaat in den Zielstaat erheblich zu erleichtern oder gar erst möglich zu machen.

##### Polizeiliche Kontrolle des grenzüberschreitenden Verkehrs
Zuständigkeit
Die polizeiliche Überwachung der Grenzen und der grenzpolizeiliche Schutz des Bundesgebietes (Grenzschutz) obliegt der Bundespolizei, soweit die Bundesländer diesen nicht mit eigenen Kräften (Landespolizei) wahrnehmen (§ 2 Abs. 1, Abs. 4 des Bundespolizeigesetzes, BPolG). Der Hamburger Hafen ist Grenzübergangsstelle der Bundesrepublik Deutschland und Außengrenze des Schengengebietes. Durch ein Verwaltungsabkommen zwischen der Bundesregierung und dem Senat der Freien und Hansestadt Hamburg werden die grenzpolizeilichen Aufgaben im Hamburger Hafen seit 1953 von der Wasserschutzpolizei wahrgenommen. Die Seehäfen Bremen und Bremerhaven gingen durch Kündigung eines Verwaltungsabkommens durch Bremen mit 1. Januar 2012 in die Zuständigkeit der Bundespolizei über. An den Bundesgrenzen von Bayern zu Österreich und Tschechien ist seit 2008 die Bundespolizei für die Kontrolle des grenzüberschreitenden Verkehrs zuständig, zuvor war dies die Bayerische Grenzpolizei bzw. ab 1998 die Bayerische Polizei. Die Bayerische Polizei führt weiterhin die Grenzkontrollen in Bayern im Luftverkehr durch, mit Ausnahme des Flughafens München.
Die Bundeszollverwaltung kann entweder nur gemäß § 66 BPolG im Rahmen des Personalverbundes an Grenzübergangsstellen oder im Rahmen der Aufgabenübertragung nach Rechtsverordnung gemäß § 68 BPolG tätig werden. Dabei werden aber die Maßnahmen der jeweiligen Bundespolizeibehörde und nicht der Zollverwaltung zugerechnet. Historisch wurde (mit Ausnahme von Bayern, wo überall die Grenzpolizei des Landes kontrollierte) auf kleineren Flughäfen und an den meisten Grenzübergängen im Norden, Westen und Süden (ebenso wie bei kleineren an der innerdeutschen Grenze) die grenzpolizeiliche Kontrolle der Zollverwaltung übertragen (§ 1 BPolZollV). An diesen Grenzen waren nur bedeutende Übergänge wie Autobahngrenzübergänge, größere Eisenbahn- und Bundesstraßengrenzübergänge bzw. Häfen sowie Übergänge im städtischen Bereich, etwa bei Aachen oder Saarbrücken, von dieser Übertragung ausgenommen.
Befugnisse
Der Grenzschutz umfasst gem. § 2 Abs. 2 Satz 1 Nr. 2 BPolG die polizeiliche Kontrolle des grenzüberschreitenden Verkehrs einschließlich
- der Überprüfung der Grenzübertrittspapiere und der Berechtigung zum Grenzübertritt,
- der Grenzfahndung und
- der Abwehr von Gefahren.

Die Bundespolizei ist zuständig für die in § 71 Abs. 3 AufenthG genannten Maßnahmen, insbesondere
- die Zurückweisung und die Zurückschiebung an der Grenze, einschließlich der Überstellung von Drittstaatsangehörigen auf Grundlage der Dublin III-Verordnung, wenn der Ausländer von der Grenzbehörde im grenznahen Raum in unmittelbarem zeitlichen Zusammenhang mit einer unerlaubten Einreise angetroffen wird;
- Abschiebungen an der Grenze, sofern der Ausländer bei oder nach der unerlaubten Einreise über eine Grenze im Sinne des Schengener Grenzkodex' aufgegriffen wird, nach der Rechtsprechung des Europäischen Gerichtshofs jedoch nur unter Einhaltung der Rückführungsrichtlinie, nach der gegen illegal aufhältige Drittstaatsangehörige zunächst eine Rückkehrentscheidung mit Fristsetzung für eine freiwillige Ausreise ergehen muss. Die zwangsweise Abschiebung ist nur letztes Mittel.[17][18]
- die Rücknahme und den Widerruf eines nationalen Visums sowie die Entscheidungen nach Artikel 34 des Visakodex (Annullierung und/oder Aufhebung eines Visums).

Ausländer, die einen Asylantrag gestellt haben, dürfen nicht zurückgewiesen werden, solange ihnen der Aufenthalt im Bundesgebiet nach den Vorschriften des Asylgesetzes und dem Grundsatz der Nichtzurückweisung gestattet ist (§ 15 Abs. 4 AufenthG).

#### Vorübergehende Wiedereinführung von Grenzkontrollen
Im Rahmen der europäischen Flüchtlingskrise wurden ab Herbst 2015 an der Grenze zu Österreich wieder Kontrollen eingeführt. Die von Deutschland eingeführten Grenzkontrollen dienen dabei nicht dem Versuch, die Grenzen für Flüchtlinge zu schließen. Nach Auffassung der Bundesregierung ist Deutschland aber verpflichtet, weiter über seine Grenzen alle diejenigen einreisen zu lassen, die in Deutschland um Schutz ersuchen wollen, auch wenn sie offensichtlich aus einem sicheren Drittland kommen. EU-Länder wie zum Beispiel Polen und Ungarn vertreten hier jedoch eine andere Rechtsauffassung.
Seit Ende Oktober 2023 wurden stationäre Passkontrollen auf Anordnung von Faeser zwischen der Schweiz und Deutschland eingeführt, welche zur Bekämpfung von Schleuserkriminalität dienen sollen. Diese Passkontrollen werden von der Bundespolizei vollzogen.
Seit September 2024 werden stationäre Passkontrollen auf Anordnung von Innenministerin Faeser vorübergehend an allen deutschen Grenzen – auch zu Frankreich, Belgien, Luxemburg, Niederland und Dänemark – eingeführt. Diese Anordnung wurde am 12. Februar 2025 verlängert. An den Grenzen von Deutschland zu Polen, Tschechien und der Schweiz gibt es Kontrollen schon seit Oktober 2023, an der deutsch-österreichischen Landgrenze wurden sie bereits im Herbst 2015 eingeführt.

#### Grenze zur Schweiz
Da auch die Schweiz dem Schengener Abkommen beitrat, fielen dort ebenfalls die Grenzkontrollen seit Dezember 2008 weg. Dies betrifft allerdings nicht die zollamtliche Überwachung der Grenze zur schweizerischen Eidgenossenschaft, die auch weiterhin von der Bundeszollverwaltung durchgeführt wird.

### Österreich
Bis zum 1. Mai 2004, dem Zeitpunkt der EU-Erweiterung, wurde die Grenzkontrolle von der Zollwache gemeinsam mit der Bundesgendarmerie, im Wirkungsbereich von Bundespolizeidirektionen mit dem Bundessicherheitswachekorps sowie dem Kriminalbeamtenkorps, durchgeführt. Die Zollwache führte dabei die Kontrolle der Warenimporte und -exporte durch und unterstand dem Finanzministerium. Für die Personenkontrolle war grundsätzlich die Gendarmerie bzw. Polizei zuständig.
Von 1968 (auch zuvor gab es schon Passkontrollen durch den Zoll, aber ohne ausdrückliche Rechtsgrundlage) bis Mitte der 1990er-Jahre wurde die Personenkontrolle mit Ausnahme von einzelnen Flughäfen, Häfen und Eisenbahngrenzübergängen jedoch durch Verordnung der Zollwache übertragen, eine Kontrolle durch die Gendarmerie bzw. Polizei war somit eher die Ausnahme als die Regel. Danach wurde diese Übertragung laufend zurückgenommen, sodass nur mehr an der Grenze zu Schweiz und Liechtenstein, am Flughafen Innsbruck, teilweise in der Allgemeinen Luftfahrt sowie an kleineren Straßengrenzübergängen durch den Zoll die Pässe kontrolliert wurden. An wenigen kleinen Straßengrenzübergängen wurde die Zollkontrolle der Gendarmerie übertragen, dann gab es noch Grenzübergänge, an denen die Gendarmerie die Zollkontrollen im nichtkommerziellen Verkehr übernahm, während der kommerzielle Verkehr durch beide Wachkörper kontrolliert wurde.
Die Warenkontrolle erfolgt seit 1. Mai 2004 durch die Gendarmerie (EU-Außengrenze zu Vorarlberg im nichtkommerziellen Verkehr) bzw. durch Zollbeamte (EU-Außengrenze zu Tirol, Flughäfen und kommerzieller Verkehr). Eine Personenkontrolle durch Zollbeamte wird seit diesem Zeitpunkt nicht mehr durchgeführt, es war dafür nur noch die Polizei beziehungsweise Gendarmerie zuständig. Als die Bundesgendarmerie aufgelassen wurde, übernahm die Funktion der Gendarmerie an den Grenzen generell die Polizei.
Seit alle Nachbarländer auch dem Schengenraum angehören, werden nur noch auf Flughäfen bzw. Flugplätzen bei Flügen aus Nicht-Schengen-Staaten regelmäßige Passkontrollen durchgeführt. An den Grenzen zur Schweiz und Liechtenstein gibt es nach wie vor – wenngleich nicht bei jedem Grenzübergang zu jeder Tages- und Nachtzeit – Zollkontrollen, da die beiden Länder zwar Schengen-Staaten, aber keine EU-Mitglieder sind. Ebenso finden auf Flughäfen Zollkontrollen statt. Aufgrund des Umstandes, dass das aufgegebene Gepäck durchgecheckt wird und die Umsteigepassagiere, die bei EU-Binnenflügen Gepäck außerhalb der EU aufgegeben haben, von anderen nicht getrennt werden können, müssen im Prinzip alle Reisenden die Zollkontrolle passieren.
Da an den Grenzübergängen zu Schweiz und Liechtenstein keine Polizeipräsenz mehr erforderlich ist, erfolgt kontinuierlich eine Rückübernahme der Warenkontrollen im Reiseverkehr durch den Zoll. Seit 2014 werden an allen EU-Außengrenzübergängen die Warenkontrollen ausschließlich von Zollbeamten durchgeführt.
Auf Grund der Flüchtlingskrise in Europa ab 2015 wurden ab September 2015 gemäß Artikel 23 des Schengener Grenzkodex teilweise wieder Grenzkontrollen eingeführt. Betroffen sind bestimmte Grenzabschnitte zwischen Österreich und den Nachbarländern Deutschland, Ungarn und Slowenien. Neben der Polizei sind auch Einheiten des österreichischen Bundesheeres an der Grenze präsent.
Während der Covid-19-Pandemie wurden durch Österreich die Grenzen zu allen Nachbarländern vom 19. März bis 15. Mai 2020 sowie seit 19. Dezember 2020 bis heute (Stand 3. Juni 2021) kontrolliert.

### Dänemark
Dänemark plante im Mai 2011 wieder permanente Grenzkontrollen an der Grenze einzuführen, was bei der EU-Kommission auf Kritik stieß. Im Oktober 2011 verfolgte die neue sozialdemokratische Regierung diese Pläne nicht mehr. Jedoch sind so genannte lagebildunabhängige Stichprobenkontrollen und eine kurzzeitige Wiedereinführung von Grenzkontrollen bei Großereignissen möglich, die durch den Schengener Grenzkodex legitimiert sind.

## Vereinigte Staaten von Amerika
Zur Einreise am Grenzübergang in die USA siehe: Visum#USA, Abschnitt Visa Waiver Program